# 蔭山和夫
蔭山和夫（1927年1月16日—1965年11月17日），日本棒球選手，出生於大阪府大阪市，曾經效力於日本職棒福岡軟體銀行鷹等隊伍，生涯通算53支全壘打。